# Praskačka
Praskačka är en ort i Tjeckien.   Den ligger i distriktet Okres Hradec Králové och regionen Hradec Králové, i den centrala delen av landet, 90 km öster om huvudstaden Prag. Praskačka ligger 234 meter över havet och antalet invånare är 920.
Terrängen runt Praskačka är platt.Runt Praskačka är det ganska tätbefolkat, med 116 invånare per kvadratkilometer. Närmaste större samhälle är Hradec Králové, 7,6 km nordost om Praskačka. Trakten runt Praskačka består till största delen av jordbruksmark.